# Калиновник
Калино́вник — село в Україні, у Голобській селищній територіальній громаді Ковельського району Волинської області. Населення становить 44 осіб.

## Населення
Згідно з переписом УРСР 1989 року чисельність наявного населення села становила 53 особи, з яких 22 чоловіки та 31 жінка.
За переписом населення України 2001 року в селі мешкали 44 особи. 100 % населення вказало своєю рідною мовою українську мову.